# James Manderson
James Manderson (ur. 19 stycznia 1981 w Melbourne) – australijski kierowca wyścigowy.

## Kariera
Manderson’ rozpoczął karierę w wyścigach samochodowych w roku 2000, od startów w Australijskiej Formule 3, gdzie pięciokrotnie stawał na podium, a trzykrotnie na jego najwyższym stopniu. Z dorobkiem 102 punktów uplasował się na piątej pozycji w klasyfikacji generalnej. Dwa lata później był już mistrzem tej serii. W późniejszych latach startował także w Formule 3 Euro Series oraz w Aussie Racing Cars Super Series.
W Formule 3 Euro Series wystartował w 2003 roku ze szwajcarską ekipą Swiss Racing Team. Jednak w żadnym ośmiu wyścigów, w których wystartował, nie zdołał zdobyć punktów.

## Statystyki
| Sezon | Seria                           | Zespół                   | Wyścigi | Zwycięstwa | PP | NO | Podium | Punkty | Pozycja |
| ----- | ------------------------------- | ------------------------ | ------- | ---------- | -- | -- | ------ | ------ | ------- |
| 2000  | Australijska Formuła 3          |                          | 8       | 3          |    |    | 5      | 102    | 5       |
| 2001  | Australijska Formuła 3          | Titan Racing             | 6       | 1          | 0  | 0  | 4      | 53     | 7       |
| 2001  | Australijska Formuła 3          | Racing Car Heaven        | 6       | 1          | 0  | 0  | 4      | 53     | 7       |
| 2002  | Australijska Formuła 3          | Bronte Rundle Motorsport | 16      | 6          | 5  | 5  | 11     | 241    | 1       |
| 2003  | Formuła 3 Euro Series           | Swiss Racing Team        | 8       | 0          | 0  | 0  | 0      | 0      | 29      |
| 2007  | Aussie Racing Cars Super Series | Manderson Motorsport     | 15      | 1          | 0  | 1  | 4      | 179    | 21      |